# 鶴衛
鶴 衛（つる まもる、1957年11月11日 - ）は日本の教育者・学校経営者。学校法人鶴学園理事長・総長、広島工業大学元学長、日本私立大学協会副会長。

## 概要
修道高等学校・広島修道大学・広島修道大学大学院博士課程前期終了後、アメリカ・デラウェア大学大学院教育学研究科博士課程前期終了。
1988年より学校法人鶴学園理事・同学園評議員。2002年同学園理事長、2006年同学園総長を兼務、2011年広島工業大学学長を兼務して現在に至る。
学校法人鶴学園は、鶴衛の祖父に当たる校祖・鶴虎太郎の「教育は愛なり」を建学の精神と定め、広島工業大学を学園の核に、なぎさ公園小学校、広島なぎさ中学校・高等学校、広島工業大学高等学校、広島工業大学専門学校の各校で形成されている。